# Cartea lui van Vogt
Cartea lui van Vogt (1972) (titlu original The Book of van Vogt) este o culegere de povestiri science fiction aparținând scriitorului de origine canadiană A. E. van Vogt. Scriitorul a realizat el însuși pentru colecția science fiction David Books selecția povestirilor incluse în volum.
În 1979, cartea a fost republicată sub titlul Lost: Fifty Suns.

## Conținut
- Orologiul timpului (The Timed Clock)
- Mărturisirea (The Confession)
- Șobolanul și șarpele (The Rat and the Snake)
- Barbarul (The Barbarian)
- Surogat etern (Ersatz Eternal)
- Un râs nebun (The Sound of Wild Laughter)
- Pierdut: Cincizeci de sori (Lost: Fifty Suns)

## Acțiunea povestirilor

### Orologiul timpului
Povestirea, apărută pentru prima dată în acest volum, prezintă cazul unui bărbat al cărui orologiu reprezintă o mașină a timpului. Călătorind cu acesta prin timp, ajunge să se căsătorească de două ori la distanță de șaizeci de ani, devenind propriul său bunic.

### Mărturisirea
Și această povestire a apărut pentru prima dată în volumul Cartea lui van Vogt. De data aceasta, personajul principal este prins în mijlocul unei acțiuni care îl trimite câteva decenii în viitor, fiind obligat să aleagă dacă va lăsa cursul evenimentelor să fie cel pe care îl descoperă acolo, sau va alege un alt viitor.

### Șobolanul și șarpele
Povestirea a apărut inițial în nr. 5 din ianuarie-februarie 1971 al publicației Witchcraft & Sorcery. Un bărbat are ca animal favorit un piton, pe care îl hrănește cu șobolani pentru procurarea cărora este dispus să facă orice. Într-o bună zi însă, se trezește că în locul șobolanului se află chiar el.

### Barbarul
Nuveleta a fost publicată în numărul din decembrie 1947 al revistei Astounding Science Fiction și face parte din seria Clane. Acțiunea nuveletei încheie volumul Imperiul atomului.

### Surogat etern
Povestirea, publicată pentru prima dată în acest volum, prezintă situația a doi bărbați care descoperă că sunt păstrați în rezervă pentru a înlocui persoanele moarte în decursul timpului, ceea ce îi face pe ei să trăiască veșnic.

### Un râs nebun
Nuveleta, apărută inițial în acest volum, aduce în discuție cazul unui savant gelos al cărui creier este păstrat viu după moarte, fapt ce duce la apariția unor complicații în relațiile dintre soția lui, fostul său asociat și doctorul care l-a operat.

### Pierdut: Cincizeci de sori
Nuveleta reprezintă prima parte a romanului Star Cluster.